# شورای انقلاب اسلامی ایران

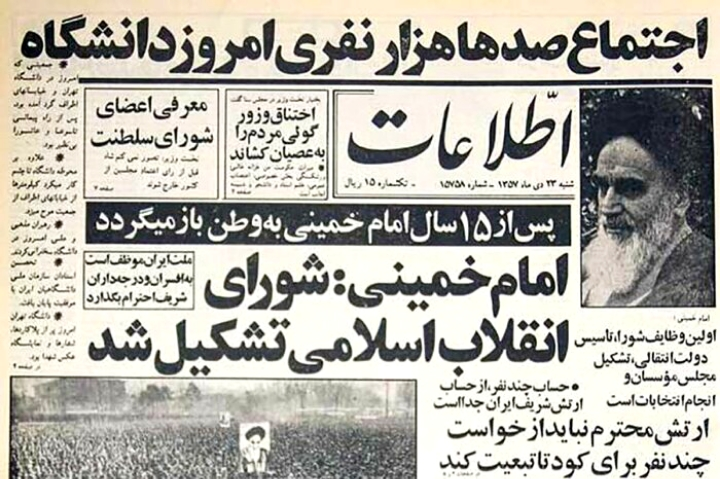
تیتر روزنامه اطلاعات، تشکیل شورای انقلاب اسلامی

شورای انقلاب اسلامی مهمترین نهاد انقلابی جمهوری اسلامی ایران در آغاز انقلاب بود که مسئولیت قوهٔ قانون‌گذار و اجرایی را بر عهده داشت.
شورا با اعلام سید روح‌الله خمینی برای مدیریت انقلاب در ایران در ۲۲ دی‌ماه ۱۳۵۷ تشکیل شد. وجود این شورا پیش از وقوع انقلاب در ۲۲ بهمن ۱۳۵۷ و در ماه‌های آغازین پس از آن به جهت مسائل امنیتی فاش نشد و این شورا در ابتدا به صورت محرمانه و غیر علنی فعالیت می‌کرد.
پس از پیروزی انقلاب، شورا نهاد قانون‌گذار در ایران به‌شمار می‌آمد. شورا در تیرماه ۱۳۵۸ در دولت موقت ادغام شد، و پس از استعفای مهدی بازرگان (که با پیشنهاد شورا و تأیید سید روح‌الله خمینی به نخست‌وزیری رسیده‌بود)، ادارهٔ کشور و تشکیل هیئت وزیران را نیز بر عهده گرفت.
با روی کار آمدن مجلس شورای اسلامی و تعیین نخست‌وزیر و شورای نگهبان، شورا در ۲۶ تیرماه ۱۳۵۹ به کار خود پایان داد.

## تشکیل
با اوج‌گیری تظاهرات مردم، در سال ۱۳۵۷ خورشیدی، اندیشه تأسیس «شورای انقلاب اسلامی» مطرح شد که با سفر مرتضی مطهری به پاریس، این اندیشه، با روح‌الله خمینی در میان گذاشته شد.
اکبر هاشمی رفسنجانی، در اینباره چنین نوشته‌است: 

آقای مطهری، در مراجعت از سفر پاریس، دستور رهبر عظیم الشأن انقلاب ایران (۱۳۵۷) را مبنی بر تشکیل شورای انقلاب اسلامی، آوردند. امام خمینی، آقایان شهید مطهری، شهید بهشتی، شهید باهنر، هاشمی رفسنجانی و موسوی اردبیلی را به عنوان هسته اولیه شورای انقلاب اسلامی تعیین و اجازه داده بودند که افراد دیگر، با اتفاق نظر این پنج نفر، اضافه شوند و در جلسات ابتدایی، تصمیم بر این شد که حتی الامکان، ترکیب شورا، از اعضای روحانی و غیر روحانی، به نسبت مساوی و نزدیک به هم باشد. ترتیب انتخاب اعضای دیگر و تکمیل آن شورا، چنین بود: پیش از پیروزی انقلاب اسلامی، آقایان سید محمود طالقانی، سید علی خامنه‌ای، محمد رضا مهدوی کنی، احمد صدر حاج سید جوادی، مهندس مهدی بازرگان، یدالله سحابی، سرلشکر محمدولی قرنی، مهندس مصطفی کتیرایی، سرتیپ علی‌اصغر مسعودی، به اتفاق آراء، به عضویت انتخاب شدند. پس از پیروزی انقلاب ایران (۱۳۵۷) و تشکیل دولت موقت، آقایان بازرگان، سحابی، کتیرایی، حاج سید جوادی و قرنی، به دولت و ارتش منتقل شدند و به جای آن‌ها، آقایان حسن حبیبی، مهندس عزت‌الله سحابی، عباس شیبانی، ابوالحسن بنی صدر و صادق قطب زاده انتخاب گردیدند و در مرحلهٔ بعد، پس از شهادت استاد مطهری، آقایان مهندس میر حسین موسوی، احمد جلالی و حبیب‌الله پیمان انتخاب شدند و آقای مسعودی، به کار اجرایی رفت.
وی در رابطه با نقش مرتضی مطهری چنین می‌نویسد:

طبعاً چون امام حرف‌ها را برای ایشان زده بودند، مرجع برای ما ایشان بودند. بیشتر نص امام را از ایشان بایست می‌شنیدیم… ایشان، بیشتر از ما، مسائل فکری برایشان مطرح بود تا عملی و در گذشته هم این‌طوری بود. در شورای انقلاب اسلامی هم این‌طوری بود. خیلی مواظب بود که خطوط انحرافی فکری که آن روز در جامعه ما وجود داشت و سر و صدا هم زیاد داشت. این‌ها در شورای انقلاب راه پیدا نکنند.
در ۲۲ دی ۱۳۵۷ خمینی تشکیل شورای انقلاب را اعلام نمود. وی در بخشی از اطلاعیه خویش گفت:

... به موجب حق شرعی و براساس رأی اعتماد اکثریت قاطع مردم ایران که نسبت به این جانب ابراز شده‌است در جهت تحقق اهداف اسلامی ملت، شورایی به نام شورای انقلاب اسلامی مرکب از افراد با صلاحیت و مسلمان و متعهد و مورد وثوق، موقتاً تعیین شده و شروع به کار خواهند کرد. اعضای این شورا در اولین فرصت مناسب معرفی خواهند شد. این شورا موظف به انجام امور معین و مشخصی شده‌است از آن جمله مأموریت دارد تا شرایط تأسیس دولت انتقالی را مورد بررسی و مطالعه قرار داده و مقدمات اولیه آن را فراهم سازد.
همچنین خمینی در مصاحبه با خبرنگار کانال یک تلویزیون فرانسه در رابطه با اهداف شورای انقلاب گفت:

 هدف این است که «شورای انقلاب» یک حکومت موقتی ایجاد کند که آن حکومت موقت، مجلس مؤسسان را تأسیس کند برای تصویب قانون اساسی و بعد بقیه کارها… 
عزت‌الله سحابی از اعضای شورای انقلاب دربارهٔ این شورا می‌گوید:

شورای انقلاب آینهٔ تمام نمای ملت ایران و انقلاب بزرگ و فراگیر آن نبود، طرفداران شریعتی و نمایندگان احزاب سیاسی و ملی قدیم در آن‌جا نبودند، از نمایندگان جوانان و دانشجویان فعال هم هیچ‌کس نبود، از چپ‌ها و مارکسیست‌ها هم هیچ‌کس در آنجا نماینده نداشت، مجاهدین نماینده نداشتند، ولی آقایان روحانیون شورای انقلاب در سال ۵۸ تا ۵۹ مرا به‌عنوان نماینده مجاهدین و اصحاب شریعتی تلقی می‌کردند، مِلّیون هم به‌طور اخص نماینده نداشتند.

## اعضای شورای انقلاب
در آغاز، هسته‌ای مرکزی شورای انقلاب را تشکیل می‌داد، شامل: بهشتی، مطهری، هاشمی رفسنجانی، باهنر، موسوی اردبیلی (طالقانی و منتظری چون احتمال آزادی شان از زندان نمی‌رفت شامل نشدند، منتظری بعداً نیز این مسئولیت را نپذیرفت).
به تدریج و تا پیروزی انقلاب و پس از آن نیز افرادی به شورا افزوده شدند.
با تشکیل دولت موقت، از آنجا که شورا نقش قوهٔ قانون‌گذار را داشت، به منظور حفظ استقلال قوا، اعضای دولت موقت از شورای انقلاب خارج شدند و کسان دیگری جایگزین ایشان گردیدند.
به علت موازی‌کاری‌ها، تصمیم بر این شد که شورا و دولت موقت رابطهٔ نزدیک‌تری داشته‌باشند، در نتیجه در تیرماه ۱۳۵۹ برخی اعضای شورا به عضویت دولت درآمدند و برخی دولتی‌ها به شورا پیوستند و افرادی که قبل‌تر جایگزین شده‌بودند از شورا خارج شدند.
با استعفای دولت موقت و واگذاری ادارهٔ کشور به شورای انقلاب، دورهٔ جدیدی در شورا آغاز گشت و برخی عضوها جابه‌جا شدند.
| عضو                         | نگاره                         | آغاز عضویت                       | پایان عضویت                        | حزب سیاسی | حزب سیاسی            |
| --------------------------- | ----------------------------- | -------------------------------- | ---------------------------------- | --------- | -------------------- |
| مرتضی مطهری                 |                               | ۲۲ دی ۱۳۵۷                       | ۱۲ اردیبهشت ۱۳۵۸ (کشته شد)         |           | جمعیّت مؤتلفه اسلامی  |
| سید محمود طالقانی           |                               | پیش از انقلاب                    | ۱۹ شهریور ۱۳۵۸ (درگذشت)            |           | نهضت آزادی           |
| سید محمد بهشتی              |                               | ۲۲ دی ۱۳۵۷                       | ۲۶ تیر ۱۳۵۹                        |           | جامعه روحانیت مبارز  |
| سید محمد بهشتی              | حزب جمهوری اسلامی             | ۲۲ دی ۱۳۵۷                       | ۲۶ تیر ۱۳۵۹                        |           |                      |
| ابوالحسن بنی‌صدر             |                               | پیش یا اوایل انقلاب              | ۲۶ تیر ۱۳۵۹                        |           | مستقل                |
| محمدجواد باهنر              |                               | ۲۲ دی ۱۳۵۷                       | ۲۶ تیر ۱۳۵۹                        |           | جامعه روحانیت مبارز  |
| محمدجواد باهنر              | حزب جمهوری اسلامی             | ۲۲ دی ۱۳۵۷                       | ۲۶ تیر ۱۳۵۹                        |           |                      |
| اکبر هاشمی رفسنجانی         |                               | ۲۲ دی ۱۳۵۷                       | ۲۶ تیر ۱۳۵۹                        |           | جامعه روحانیت مبارز  |
| اکبر هاشمی رفسنجانی         | حزب جمهوری اسلامی             | ۲۲ دی ۱۳۵۷                       | ۲۶ تیر ۱۳۵۹                        |           |                      |
| سید عبدالکریم موسوی اردبیلی |                               | ۲۲ دی ۱۳۵۷                       | ۲۶ تیر ۱۳۵۹                        |           | مستقل                |
| سید عبدالکریم موسوی اردبیلی | حزب جمهوری اسلامی             | ۲۲ دی ۱۳۵۷                       | ۲۶ تیر ۱۳۵۹                        |           |                      |
| سید علی خامنه‌ای             |                               | پیش از انقلاب                    | ۲۶ تیر ۱۳۵۹                        |           | مستقل                |
| سید علی خامنه‌ای             | حزب جمهوری اسلامی             | پیش از انقلاب                    | ۲۶ تیر ۱۳۵۹                        |           |                      |
| محمدرضا مهدوی کنی           |                               | پیش از انقلاب                    | ۲۶ تیر ۱۳۵۹                        |           | جامعه روحانیت مبارز  |
| مهدی بازرگان                |                               | پیش از انقلاب                    | بهمن ۱۳۵۷ (عضویت در دولت موقت)     |           | نهضت آزادی           |
| مهدی بازرگان                | تیر ۱۳۵۸ (ترکیب با دولت موقت) | ۲۶ تیر ۱۳۵۹                      |                                    |           | نهضت آزادی           |
| یدالله سحابی                |                               | پیش از انقلاب                    | ۲۹ بهمن ۱۳۵۷ (عضویت در دولت موقت)  |           | نهضت آزادی           |
| یدالله سحابی                | تیر ۱۳۵۸ (ترکیب با دولت موقت) | آبان ۱۳۵۸                        |                                    |           | نهضت آزادی           |
| عزت‌الله سحابی               |                               | اوایل انقلاب                     | ۲۶ تیر ۱۳۵۹                        |           | نهضت آزادی           |
| عزت‌الله سحابی               | مستقل                         | اوایل انقلاب                     | ۲۶ تیر ۱۳۵۹                        |           |                      |
| عباس شیبانی                 |                               | اوایل انقلاب                     | ۲۶ تیر ۱۳۵۹                        |           | حزب جمهوری اسلامی    |
| تیمسار سید محمدولی قرنی     |                               | پیش از انقلاب                    | ۳ اردیبهشت ۱۳۵۸ (کشته شد)          |           | نظامی                |
| صادق قطب‌زاده                |                               | پیش یا اوایل انقلاب              | ۲۶ تیر ۱۳۵۹                        |           | مستقل                |
| تیمسار علی‌اصغر مسعودی       |                               | پیش از انقلاب                    | ۲۰ فروردین ۱۳۵۸                    |           | نظامی                |
| احمد صدر حاج‌سیدجوادی        |                               | پیش از انقلاب                    | ۲۴ بهمن ۱۳۵۷ (عضویت در دولت موقت)  |           | نهضت آزادی           |
| مصطفی کتیرایی               |                               | پیش از انقلاب                    | ۲۴ بهمن ۱۳۵۷ (عضویت در دولت موقت)  |           | انجمن اسلامی مهندسین |
| ابراهیم یزدی                |                               | پیش یا اوایل انقلاب              | اردیبهشت ۱۳۵۸ (عضویت در دولت موقت) |           | نهضت آزادی           |
| حبیب‌الله پیمان              |                               | بعد از تشکیل دولت موقت           | تیر ۱۳۵۸                           |           | جنبش مسلمانان مبارز  |
| احمد جلالی                  |                               | بعد از تشکیل دولت موقت           | تیر ۱۳۵۸                           |           |                      |
| میرحسین موسوی               |                               | بعد از تشکیل دولت موقت           | تیر ۱۳۵۸                           |           | حزب جمهوری اسلامی    |
| حسن حبیبی                   |                               | ۳۰ تیر ۱۳۵۸                      | ۲۶ تیر ۱۳۵۹                        |           | نهضت آزادی           |
| حسن حبیبی                   | حزب جمهوری اسلامی             | ۳۰ تیر ۱۳۵۸                      | ۲۶ تیر ۱۳۵۹                        |           |                      |
| رضا صدر                     |                               | ۳۰ تیر ۱۳۵۸ (ترکیب با دولت موقت) | آبان ۱۳۵۸                          |           | نهضت آزادی           |
| علی‌اکبر معین‌فر              |                               | ۳۰ تیر ۱۳۵۸ (ترکیب با دولت موقت) | ۲۶ تیر ۱۳۵۹                        |           |                      |

تعدادی از اعضای شورا همچون مرتضی مطهری، سید محمود طالقانی، محمدجواد باهنر، سید محمد بهشتی و ولی‌الله قرنی در ماه‌های آغازین پیروزی انقلاب کشته شدند یا درگذشتند. برخی اعضای شورا که اعضای نهضت آزادی بودند (مهدی بازرگان، احمد صدر حاج سید جوادی، یدالله سحابی، عزت‌الله سحابی، ابراهیم یزدی، علی‌اکبر معین‌فر، صادق قطب‌زاده) و همچنین حبیب‌الله پیمان و ابوالحسن بنی‌صدر در سال‌های بعد از حکومت جمهوری اسلامی فاصله گرفتند و برخی مغضوب آن واقع شدند.

## فعالیت‌ها
از اولین روز ورود خمینی بحث‌هایی از قبیل تشکیل دولت، تشکیل مجلس، ایجاد مجلس مؤسسان(مجلس خبرگان قانون اساسی) و مجلس خبرگان رهبری در این شورا مطرح شد. در اولین گام، شورا، مهدی بازرگان را به عنوان نخست‌وزیر دولت موقت پیشنهاد و خمینی نیز او را منصوب کرد. بعد از انقلاب در ۲۲ بهمن ۱۳۵۷ شورای انقلاب و دولت موقت تحت رهبری خمینی و مشروعیت حاصله از حمایت‌های مردمی، زمام امور را به دست گرفتند. دومین اقدام شورا تشکیل «کمیته موقت انقلاب اسلامی» برای دفاع از انقلاب و مقابله با ضدانقلاب در شهرها بود که حکم انتصاب مهدوی کنی به عنوان سرپرست کمیته مرکزی انقلاب اسلامی صادر شد. مصوبه مهم دیگر شورای انقلاب، تصویب اساسنامه سپاه پاسداران انقلاب اسلامی در دوم اردیبهشت ۱۳۵۸، بود. شورای انقلاب، ملی شدن بانک‌ها، سامان بخشیدن به دادگاه‌های انقلاب، برگزاری همه‌پرسی در رابطه با نظام جمهوری اسلامی، بررسی پیش‌نویس قانون اساسی و انتشار آن در جراید، تصویب قانون شوراهای محلی، تصویب ملی شدن صنایع بزرگ، تصویب آیین‌نامه مجلس خبرگان، برگزاری انتخابات ریاست جمهوری، انتخابات مجلس شورای اسلامی و… را انجام داد.

ریاست این شورا در ابتدا بر عهده مرتضی مطهری بود و پس از درگذشت او محمود طالقانی جای او را گرفت و با درگذشت وی ابوالحسن بنی صدر به ریاست آن رسید. اولین رئیس شورای انقلاب مرتضی مطهری که در شب یازدهم اردیبهشت همان سال توسط گروه فرقان ترور شد. محمود طالقانی دومین رئیس شورای انقلاب در ۱۹ شهریور همان سال درگذشت.
به دنبال بحران گروگان‌گیری در سفارت آمریکا در ۱۳ آبان ۱۳۵۸ دولت بازرگان فردای آن روز استعفای خود را تسلیم خمینی کرد. شورای انقلاب بیانیه مهمی خطاب به ملت صادر کرد و یادآور شد که مصمم است در فرصت محدودی، برگزاری همه‌پرسی دربارهٔ قانون اساسی، انتخابات مجلس شورای ملی و ریاست جمهوری و… را به انجام برساند. متعاقب این بیانیه اعلام شد که شورا ترکیب تازه‌ای خواهد داشت و با ادغام دولت در شورا اعضای جدید شورا انتخاب شدند و در اداره مملکت بدین ترتیب تقسیم کار شد.
این افراد فعالیت‌های خود را آغاز نموده و در مدت کوتاهی نسبتاً موفق شدند بر خلأ سیاسی موجود فایق آیند. همه‌پرسی قانون اساسی در ۱۲ آذر ۱۳۵۸ و متعاقب آن انتخابات ریاست جمهوری در بهمن ۱۳۵۸ برگزار شد و مجلس شورای اسلامی در ۷ خرداد ۱۳۵۹ افتتاح گردید. پس از انتخابات ریاست جمهوری ابوالحسن بنی صدر رئیس‌جمهور منتخب رئیس شورای انقلاب گردید.

## رئیسان و دبیران
مسئولیت تشکیل و ادارهٔ جلسه‌ها در آغاز بر عهدهٔ مرتضی مطهری و سید محمود طالقانی بود. پس از درگذشت این دو، سید محمد بهشتی که با اصرار اعضا برای پذیرش ریاست شورا مواجه شده‌بود، پیشنهاد کرد به جای عنوان رئیس از عنوان «دبیر شورا» استفاده شود.
| ر | رئیس/دبیر شورا | رئیس/دبیر شورا            | رئیس/دبیر شورا | آغاز تصدی      | پایان تصدی     | حزب سیاسی           |
| - | -------------- | ------------------------- | -------------- | -------------- | -------------- | ------------------- |
| — |                | مرتضی مطهری               |                | ۲۲ دی ۱۳۵۷     | ۸ اسفند ۱۳۵۷   | جامعه روحانیت مبارز |
| ۱ |                | سید محمود طالقانی         |                | ۸ اسفند ۱۳۵۷   | ۱۹ شهریور ۱۳۵۸ | نهضت آزادی ایران    |
| ۲ |                | سید محمد بهشتی            |                | ۱۹ شهریور ۱۳۵۸ | ۱۸ بهمن ۱۳۵۸   | حزب جمهوری اسلامی   |
| ۳ |                | ابوالحسن بنی‌صدر رئیس‌جمهور |                | ۱۸ بهمن ۱۳۵۸   | ۲۶ تیر ۱۳۵۹    | مستقل               |

## پایان کار
مأموریت شورای انقلاب پس از ۱۸ ماه در ۲۶ تیر ۱۳۵۹ اندکی پس از افتتاح اولین دوره مجلس شورای اسلامی پایان یافت. نخستین دورهٔ مجلس شورای اسلامی در ۷ خرداد ۱۳۵۹ گشوده شده بود. با شروع کار مجلس و شورای نگهبان و دیگر نهادها، مسؤولیت و ضرورت وجودی شورای انقلاب به پایان رسید؛ لذا در ۱۲ تیر ۱۳۵۹ سید محمد بهشتی اعلام کرد مسئولیت شورای انقلاب دو هفتهٔ دیگر پایان می‌یابد.

سپس آخرین جلسه شورا در ۲۶ تیر ۱۳۵۹ برگزار شد. حسن ابراهیم حبیبی سخنگوی شورای انقلاب، در آخرین مصاحبه خود گفت:
امروز با رسمیت یافتن مجلس شورای اسلامی و کامل شدن اعضای شورای نگهبان قانون اساسی، کار شورای انقلاب که تاکنون وظیفه قانونگذاری را بر عهده داشت نیز به پایان رسید.
آخرین اعضای شورا عبارت بودند از محمد حسینی بهشتی، سید علی خامنه‌ای، موسوی اردبیلی، محمد جواد باهنر، هاشمی رفسنجانی، حسن حبیبی، عباس شیبانی، ابراهیم یزدی، مهدی بازرگان، عزت‌الله سحابی، صادق قطب زاده، علی اکبر معین فر و ابوالحسن بنی صدر.